# Карадрина
Карадр́ина, також помід́орна с́овка (Spodoptera exigua) — нічний метелик родини совок, поширений в Європі, Азії, Північній Америці. Гусінь живиться великим спектром рослин, серед яких багато городніх культур, тому є шкідником сільського господарства.

## Опис
Розмах крил дорослого метелика складає 2-2,9 см.

## Спосіб життя

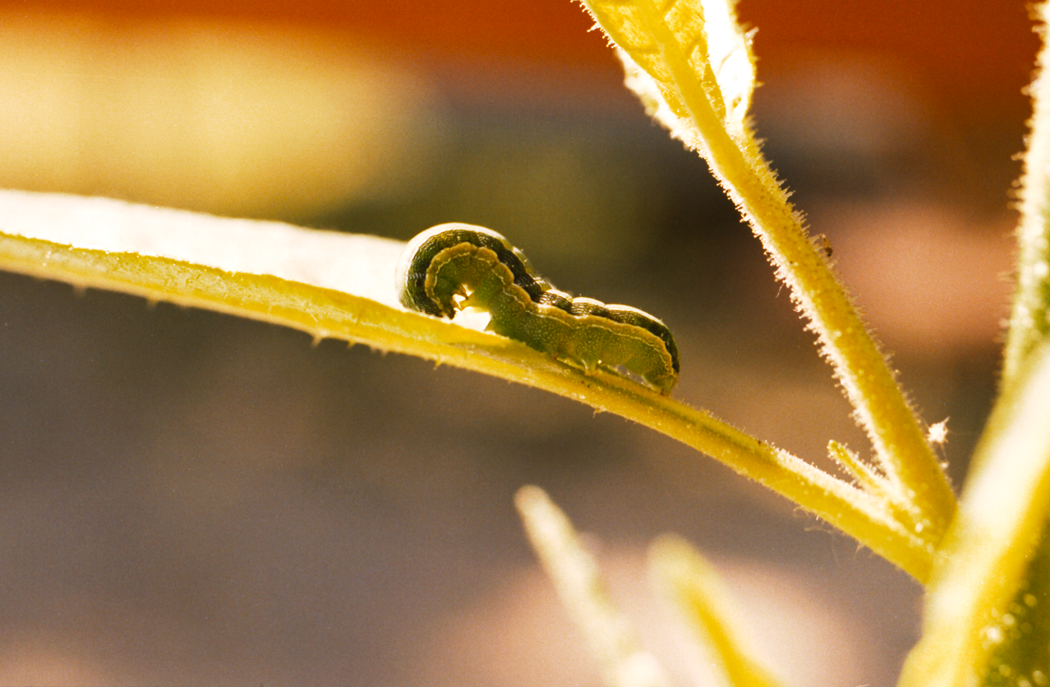
Гусінь карадрини на тютюну

Гусінь — поліфаг. Живиться на буряку, томатах, льоні, люцерні, кукурудзі тощо.

## Поширення
Зустрічається по всій Європі та палеарктичній зоні Азії, окрім крайньої півночі, також в Індостані та Індонезії. Поширилася в Африку, Америку, Австралію. В Україні трапляється в агроценозах, містах, парках, садах.

## Економічне значення
Гусінь пошкоджує томати, часто є одним з основних шкідників під час формування плодів.
На цьому виді досліджено вплив кадмію на організм комах.